# بسیاردوست‌ها
بسیاردوست‌ها (نام علمی: Schedophilus) نام یک سرده از تیره ماهی عروس دریایی است.